# Academia Julian
Academia Julian (em francês: Académie Julian) foi uma escola privada de belas artes, fundada na cidade de Paris em 1867, pelo pintor francês Rodolphe Julian. Tornou-se numa das mais célebres escolas de Belas Artes pelo número e qualidade dos artistas que formou durante o grande período das artes plásticas no início do século XX.

## História

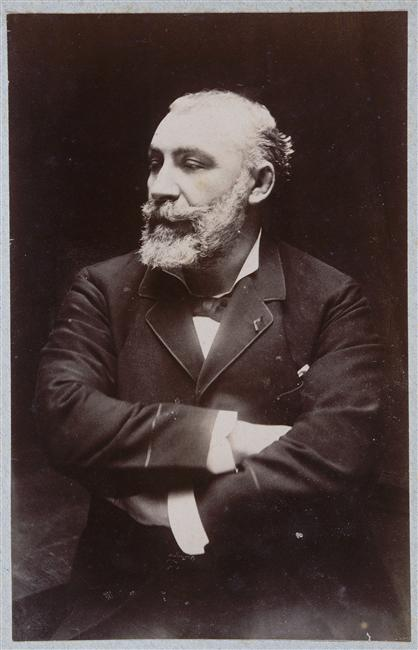
Rodolphe Julian (1839–1907), pintor francês e fundador da Academia Julian

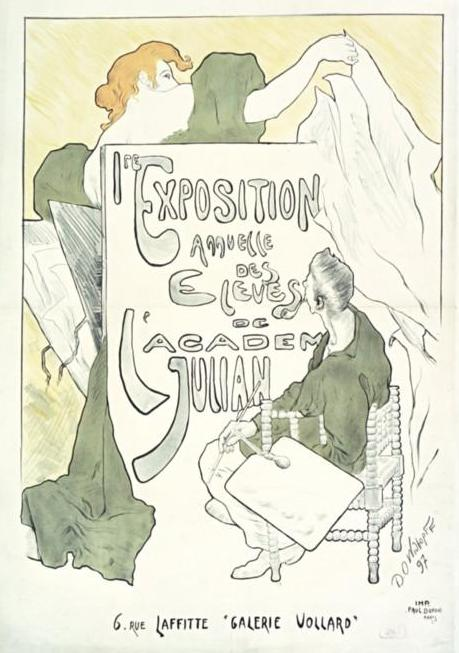
Cartaz publicitário sobre a primeira exposição anual dos alunos da Academia Julian (1897)

Fundada em 1867 por Rodolphe Julian e situada na Passage des Panoramas, em Paris, a Academia Julian inicialmente destacou-se das restantes escolas artísticas francesas pela particularidade de aceitar a inscrição de mulheres a partir do início da década de 70 do século XIX, tornando-se numa das primeiras escolas em França a o fazer. Devido ao elevado número de alunos inscritos nos seus cursos de pintura e escultura, nos primeiros anos da sua existência a escola abriu mais dois outros ateliers, localizados na Rue du Dragon e na Rue Vivienne, expandindo também o seu empreendimento de ensino para outros géneros de artes, como as artes decorativas e a fotografia. Bem sucedidos e com um leque de alunos consagrados, em 1890, a academia contava com cinco estúdios para homens e quatro para mulheres, espalhados em vários locais estratégicos de Paris.

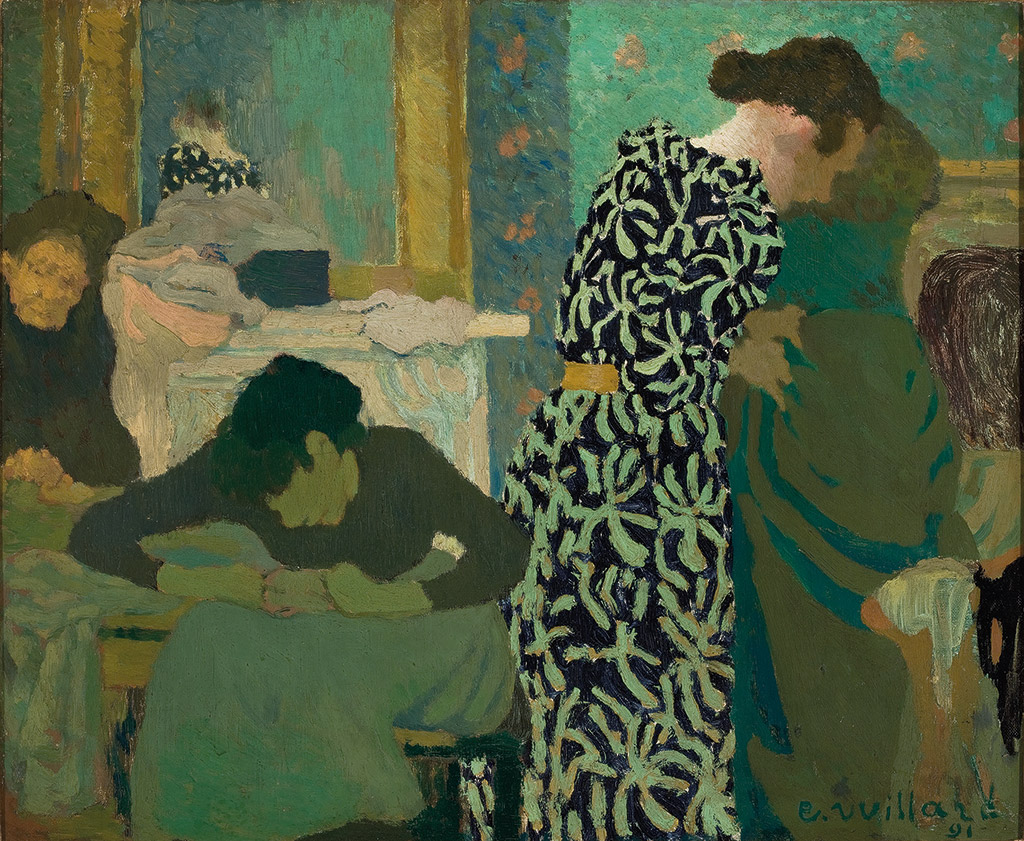
Pintura a óleo The Flowered Dress (O Vestido Estampado) de Édouard Vuillard (1891)

Devido à qualidade e fama dos seus professores, a Academia Julian adquiriu rapidamente uma certa notoriedade tanto no país como a nível internacional, apresentando anualmente as obras dos seus alunos no Prix de Roma, ao mesmo tempo em que servia de trampolim para aqueles que ambicionavam expor no Salon de Paris, Salon des Indépendants e Salon d'Automne, entre outras ilustres exposições, ou ainda se lançar numa carreira artística independente. A disciplina não era, todavia, o seu ponto forte, tendo alguns dos seus estudantes, na grande maioria deixados a si mesmos, ficado conhecidos por vários episódios considerados escandalosos durante a Belle Époque, como embustes financeiros, escândalos amorosos ou ainda conflitos violentos. Essa fama não impediu contudo que um grupo de jovens pintores rebeldes se tornasse célebre sob o nome de Les Nabis, a partir de 1888 e 1889.
Vários nomes famosos da pintura ficaram associados à Academia Julian, tais como Albert André, Marcel Baschet, André Favory, Leon Bakst, Pierre Clayette, Claude Schürr, Jean Dubuffet, Marcel Duchamp, Jacques Villon, Henry Ossawa Tanner, Édouard Vuillard e Henri Matisse, entre muitos outros.
Parte da importância da Academia Julian se deve ao facto de ter sido um ponto de atração para diversos grupos "marginalizados" na cena artística parisiense do virar do século XIX para o século XX. Para as jovens mulheres, por exemplo, a academia constituía a única alternativa aos cursos oferecidos pela École Nationale Supérieure des Beaux-Arts, já que a entrada nesse estabelecimento público lhes fora vedada até 1897. Na Academia Julian, as mulheres artistas tinham ainda a possibilidade de pintar ou esculpir corpos nus a partir de aulas ao vivo com modelos masculinos, prova de uma liberalidade intolerável aos olhos das instâncias oficiais. Com a desculpa de economizar o dinheiro dos contribuintes franceses, a École também desencorajava a inscrição de estudantes estrangeiros, através da exigência de uma prova de língua francesa de reputada dificuldade. Por esses motivos, a Academia Julian atraiu um grande número de estudantes vindos de todos os países da Europa, nomeadamente da Polónia, Checoslováquia, Áustria, Alemanha, Rússia, Itália, Grécia, Reino Unido, Espanha e Portugal, assim como do continente americano, como foi o caso de diversos artistas brasileiros e norte-americanos, ou do africano, asiático e até da oceania. Por fim, a academia acolhia não somente artistas profissionais, mas também amadores competentes e desejosos de aperfeiçoar a sua arte ou incompreendidos nos seus países de origem, onde ainda vigoravam os standards clássicos.
Apesar da sua importância, a história da Academia Julian foi até hoje relativamente pouco estudada em França, não tendo sido conservado nenhum dossier dos seus artistas inscritos. Sobrevivendo após a Segunda Guerra Mundial apenas uma parte dos seus registos, nomeadamente os de algumas turmas da secção de homens, que cobrem, com lacunas, o período de 1868 a 1932, atualmente, a iniciativa das pesquisas sobre esse relevante ambiente de formação artística tem sido, na sua maior parte, devida a historiadores de arte norte-americanos.

## Galeria

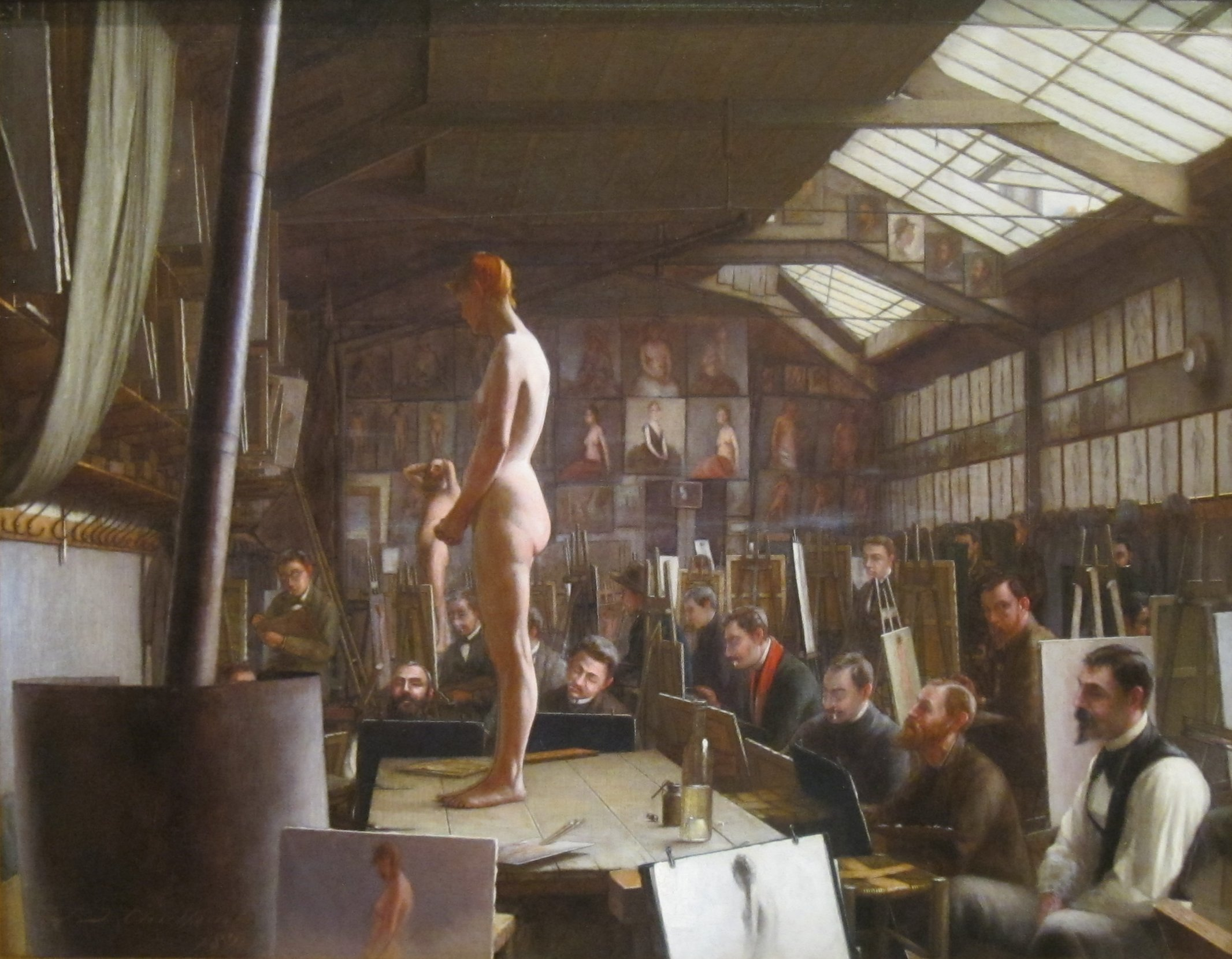
Pintura Bouguereau's Atelier de Jefferson David Chalfant na Academia Julian
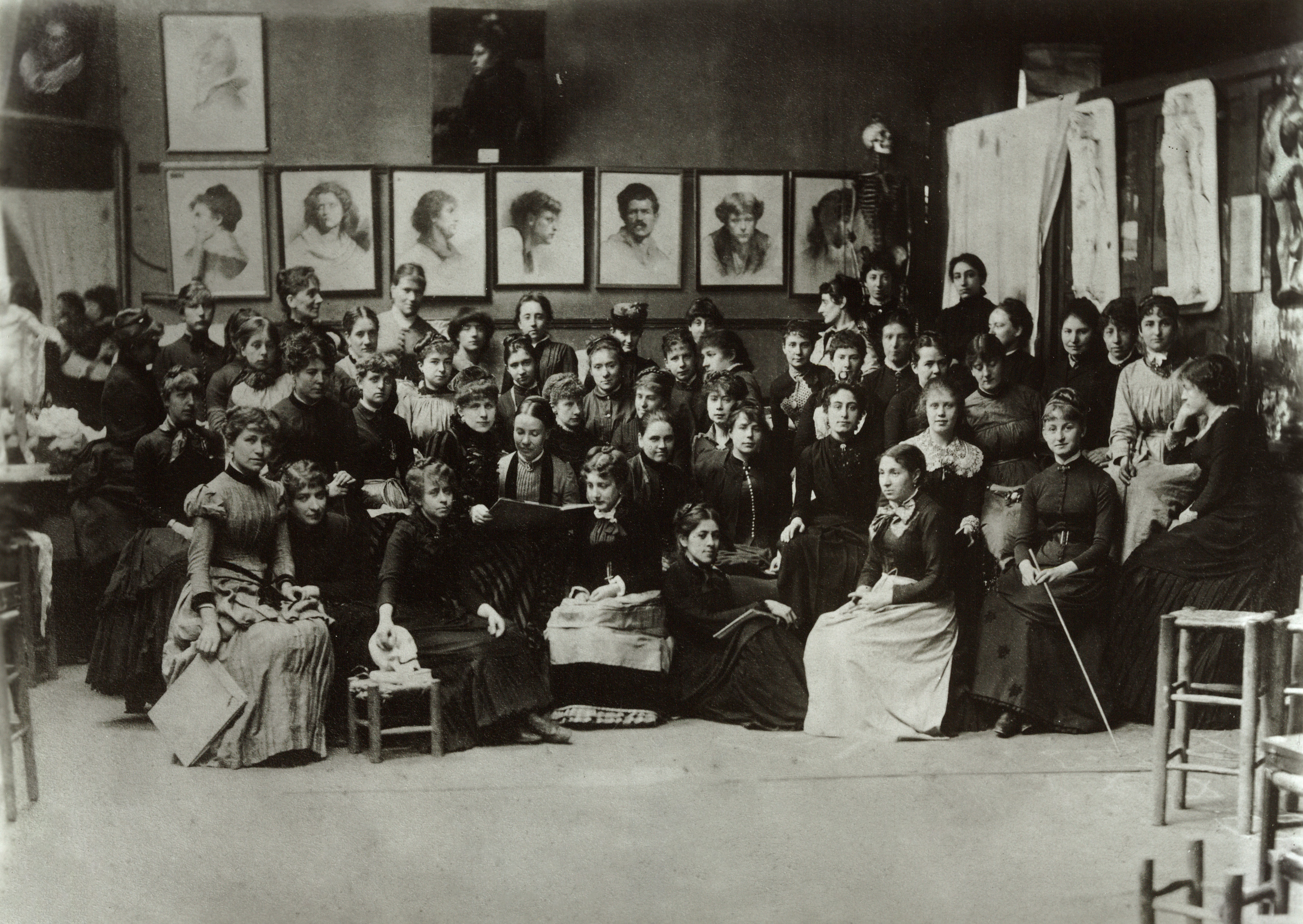
Retrato fotográfico de um grupo de estudantes femininas na Académie Julian (1885)
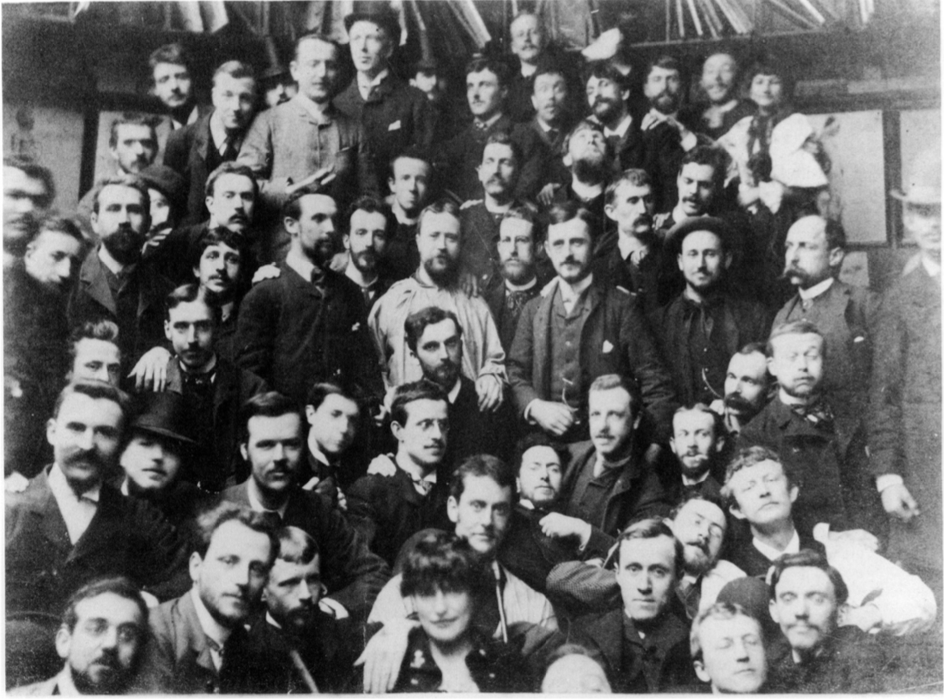
Retrato fotográfico de um grupo de estudantes masculinos na Academia Julian (1886)
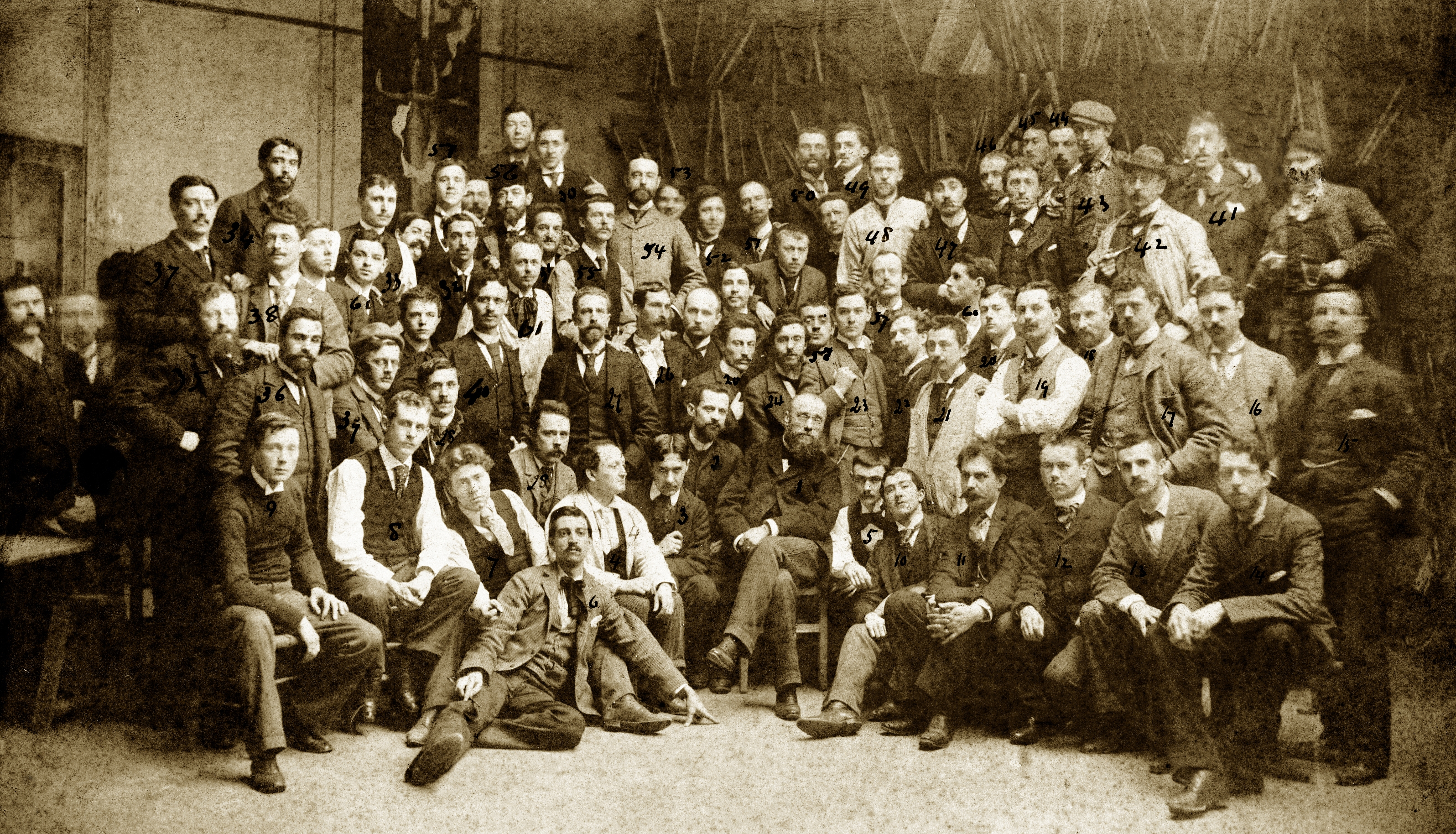
Retrato fotográfico de um grupo de estudantes masculinos na Academia Julian (1893)
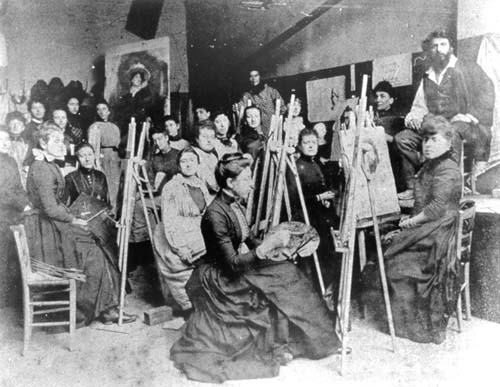
Aula de pintura da turma feminina na Academia Julian (1889)
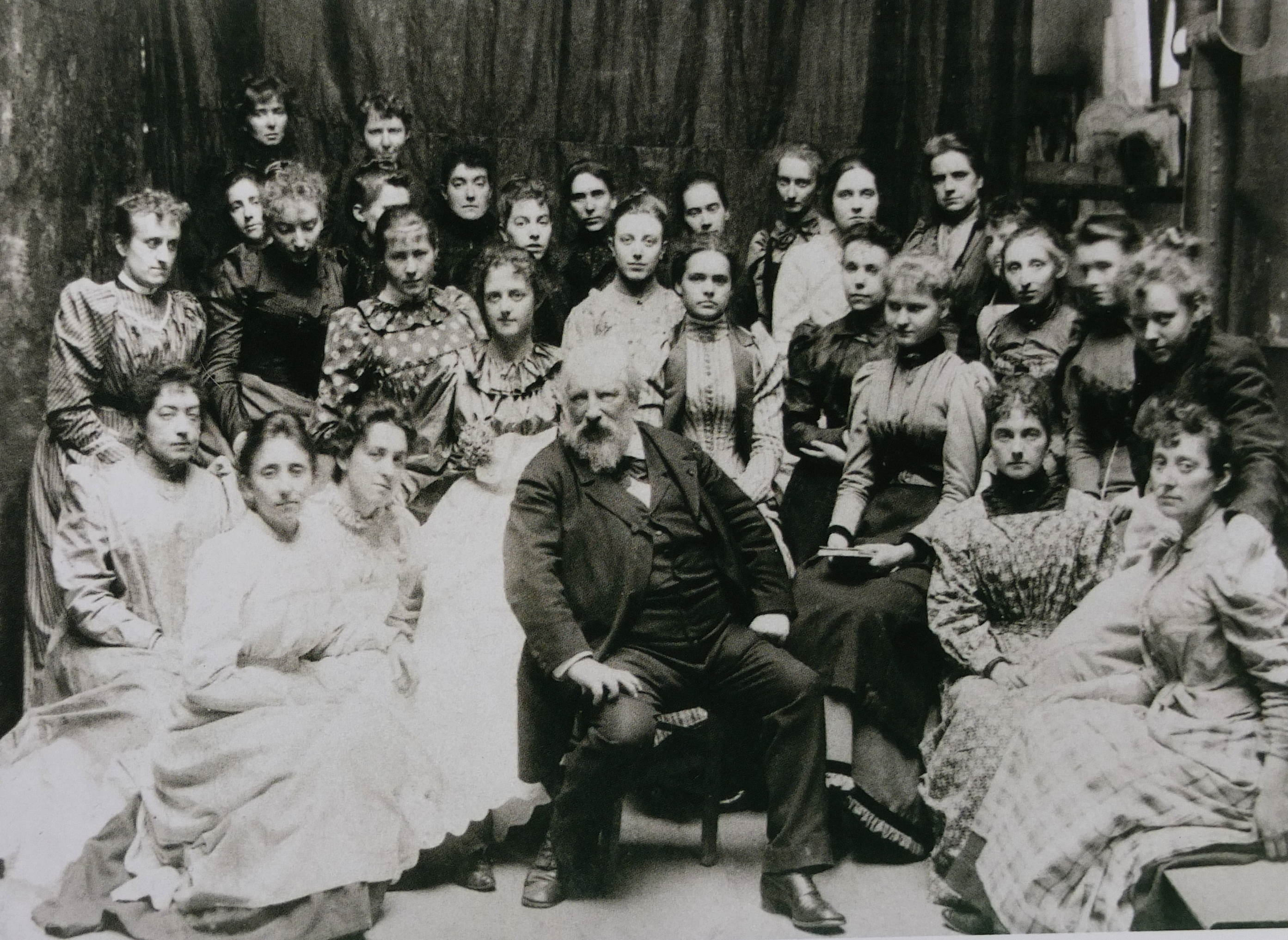
Retrato fotográfico de um grupo de estudantes femininos com o professor William Bouguereau na Academia Julian (1890)
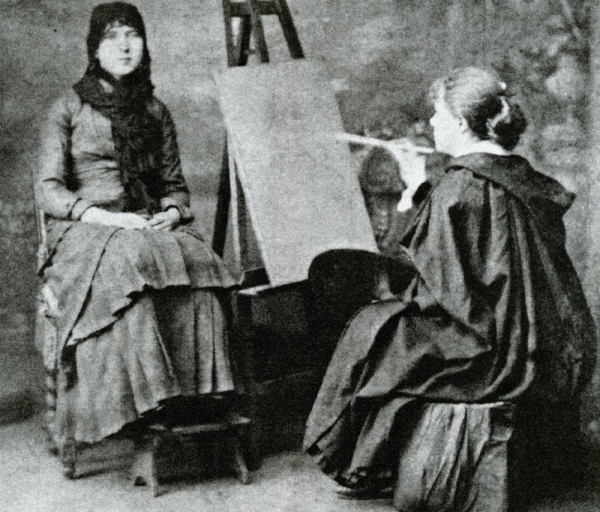
Fotografia de Marie Bashkirtseff na Academia Julian (década de 1880)
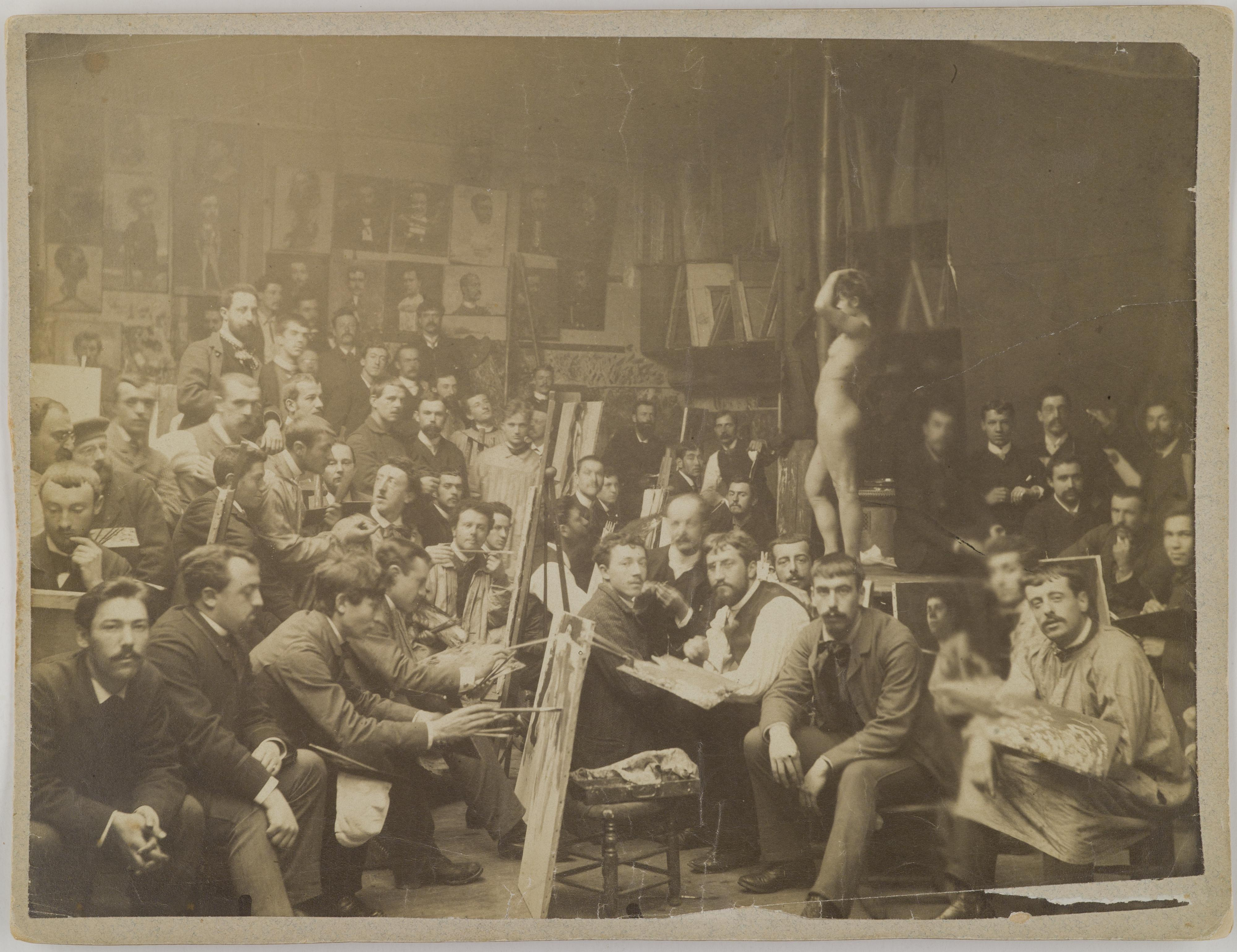
Retrato fotográfico de um grupo de estudantes masculinos na Academia Julian, com Axel Gallén ao centro (década de 1880)
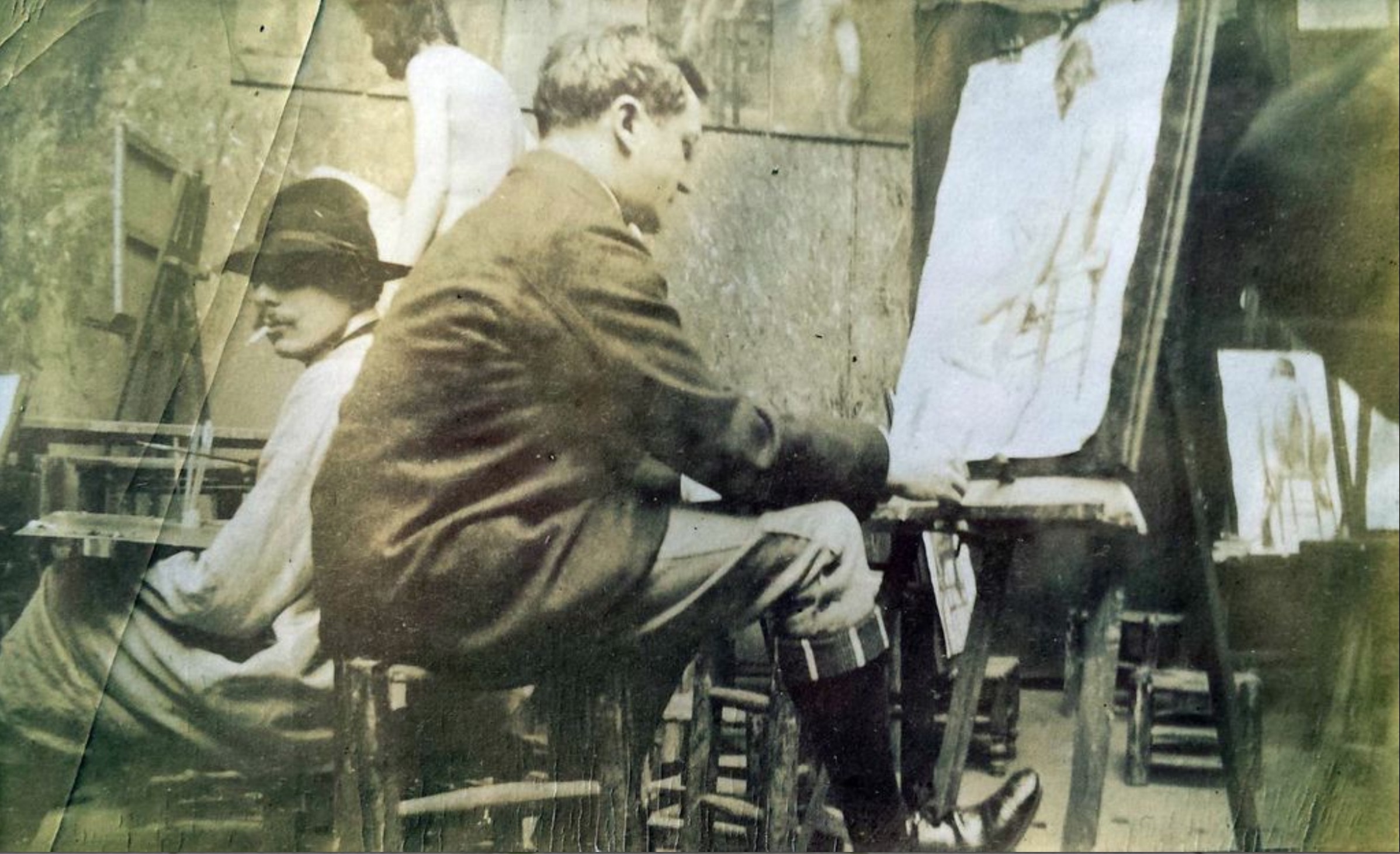
Fotografia colorida manualmente de Rob Wagner na Academia Julian (1903)
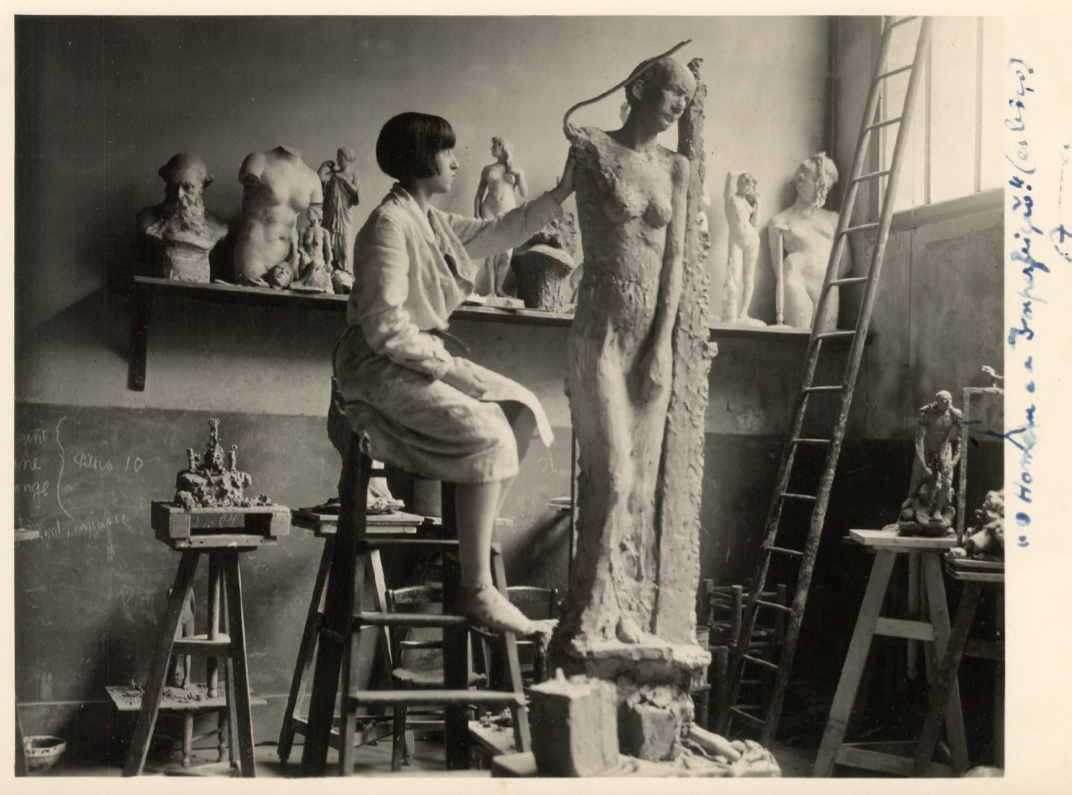
Fotografia de Ana de Gonta Colaço na Academia Julian (1929)

## Artistas que frequentaram a Academia Julian (breve selecção)[26]
- Abdul Mati Klarwein
- Agnes Goodsir
- Alfons Maria Mucha
- André Derain
- Anna Katarina Boberg
- Arthur Pan
- Camil Ressu
- Charles Courtney Curran
- Charles Demuth
- Childe Hassam
- Christopher R. W. Nevinson
- Christopher Wood
- Dermod O'Brien
- Diego Rivera
- Édouard Vuillard
- Edward Steichen
- Eero Järnefelt
- Efraím Martínez
- Emil Nolde
- Emile Bernard
- Ernest Lawson
- Étienne Dinet
- Eugene Lanceray
- Félix Vallotton
- Fernand Léger
- Frank Xavier Leyendecker
- Frank W. Benson
- František Kupka
- Frederick Carl Frieseke
- Gabriel Ferrier
- Grant Wood
- Granville Redmond
- Guillaume Seignac
- Guy Rose
- Henri Cartier-Bresson
- Henri Matisse
- Jacob Epstein
- Jacques Lipchitz
- Jean Arp
- Jean Dubuffet
- Jean Leon Gerome Ferris
- John Henry Twachtman
- John Lavery
- John Singer Sargent
- Joseph Christian Leyendecker
- Leon Bakst
- Leon Kroll
- Lois Mailou Jones
- Louise Bourgeois
- Lovis Corinth
- Magnus Enckell
- Mahmoud Saiid
- Marcel Duchamp
- Marie Bashkirtseff
- Maurice Denis
- Max Slevogt
- Paul Henri
- Paul Ranson
- Paul Sérusier
- Paula Modersohn-Becker
- Pekka Halonen
- Philip Evergood
- Pierre Bonnard
- Richard Jack
- Robert Henri
- Robert Rauschenberg
- Sarah Purser
- Theodore Robinson
- Thomas Dewing
- Thomas Hart Benton
- Willard Metcalf

## Artistas brasileiros que frequentaram a Academia Julian
- Benedito Calixto
- Bustamante Sá
- Diógenes de Campos Ayres
- Eliseu Visconti
- Emmanuel Zamor
- Fédora do Rego Monteiro Fernandes
- Georgina de Albuquerque
- Gastão Worms
- Helena Pereira da Silva Ohashi
- Henrique Cavalleiro
- Ismael Nery
- João Batista da Costa
- Julieta de França
- Lucílio de Albuquerque
- Nair de Tefé
- Nicolina Vaz de Assis
- Nicota Bayeux
- Pedro Weingärtner
- Raul Deveza
- Regina Veiga
- Rodolfo Amoedo
- Rodolfo Chambelland
- Rosalvo Ribeiro
- Tarsila do Amaral
- Teodoro Braga
- Vicente do Rego Monteiro
- Homero Massena

## Artistas portugueses que frequentaram a Academia Julian
- Adolfo de Sousa Rodrigues
- Adriano de Sousa Lopes
- Álvaro de Brée
- Ana de Gonta Colaço
- António Carneiro
- António Cândido da Cunha
- Artur Gaspar dos Anjos Teixeira
- Aurélia de Sousa
- Constantino Álvaro Sobral Fernandes
- Domingos Rebelo
- Dordio Gomes
- Eduardo Afonso Viana
- Francisco Franco
- Francisco dos Santos
- Henrique Franco
- José Campas
- José de Brito
- José Isidoro d'Oliveira Carvalho Netto
- José Jerónimo Cabral de Lacerda
- José Simões de Almeida (sobrinho)
- Manuel Jardim
- Pedro Cruz
- Ricardo Ruivo Júnior
- Simão Luís da Veiga
- Sofia Martins de Souza